# Unteres Neckartal bei Hirschhorn
Unteres Neckartal bei Hirschhorn este o arie protejată (arie de protecție specială avifaunistică — SPA) din Germania întinsă pe o suprafață de 1.266,86 ha, integral pe uscat.

## Localizare
Centrul sitului Unteres Neckartal bei Hirschhorn este situat la coordonatele 49°24′52″N 8°52′30″E / 49.4144°N 8.875°E.

## Înființare
Situl Unteres Neckartal bei Hirschhorn a fost declarat arie de protecție specială avifaunistică în noiembrie 2004 pentru a proteja 14 specii de animale.

## Biodiversitate
Situată în ecoregiunea continentală, aria protejată nu include niciun habitat protejat.
La baza desemnării sitului se află mai multe specii protejate de  păsări (14): pescăruș albastru (Alcedo atthis), Ardea cinerea cinerea, ciocănitoarea de stejar (Dendrocopos medius), ciocănitoare pestriță mică (Dendrocopos minor), ciocănitoare neagră (Dryocopus martius), Falco peregrinus peregrinus, sfrâncioc roșiatic (Lanius collurio), gaia neagră (Milvus migrans), muscar sur (Muscicapa striata), viespar (Pernis apivorus), cormoran mare (Phalacrocorax carbo carbo), codroșul de pădure (Phoenicurus phoenicurus), pitulice sfârâitoare (Phylloscopus sibilatrix), ciocănitoare verzuie (Picus canus).